# 点と点のあいだ
『点と点のあいだ』（てんとてんのあいだ）は、竹澤汀の初のミニ・アルバム。2012年6月17日にストロボレコードより発売された。

## 概要
活動開始から3年目での初のミニ・アルバムで、ソロデビュー・アルバム。サウンドプロデュースとアレンジは山口洋輔が担当。
アルバムタイトルは、「スタートから目的地までのまだ間にいる」という意味を持っている。
2012年6月28日にSHIBUYA BOXXにて本作の発売を記念したワンマンライブが開催された。
本作の店舗購入特典としてHMV、新星堂、タワーレコードの3店舗で異なる特典が用意された。
- HMVオリジナル特典
「君とTシャツ」と「アジサイと猫」の弾き語り映像を収録したDVD[2]。
- 新星堂オリジナル特典
「I Like」「君とTシャツ」の弾き語り映像を収録したDVD
- タワーレコードオリジナル特典
オリジナルポストカード

## 収録曲
| 全編曲: 山口洋輔。 |                            |            |       |
| #                  | タイトル                   | 作詞・作曲 | 時間  |
| 1.                 | 「東京タワー」             | 竹澤汀     | 4:55  |
| 2.                 | 「フラグメント」           | 竹澤汀     | 5:21  |
| 3.                 | 「光にかえていけるように」 | 福山輝彦   | 4:37  |
| 4.                 | 「おかあさん」             | 福山輝彦   | 4:43  |
| 5.                 | 「まだ真っ白な」           | 福山輝彦   | 5:23  |
| 6.                 | 「最終電車」               | 竹澤汀     | 5:17  |
| 合計時間:          | 合計時間:                  | 合計時間:  | 30:16 |

## 曲の解説
1. 東京タワー
2013年4月6日に東京タワーでこの楽曲を歌うというイベントが開催された[注釈 1]。
3rdミニ・アルバム『(p)review』にも収録されている。
2. フラグメント
3. 光にかえていけるように
4. おかあさん
5. まだ真っ白な
6. 最終電車